# Chytonix subfasciata
Chytonix subfasciata är en fjärilsart som beskrevs av Butler 1881. Chytonix subfasciata ingår i släktet Chytonix och familjen nattflyn. Inga underarter finns listade i Catalogue of Life.